# Octaverende muzieksleutel

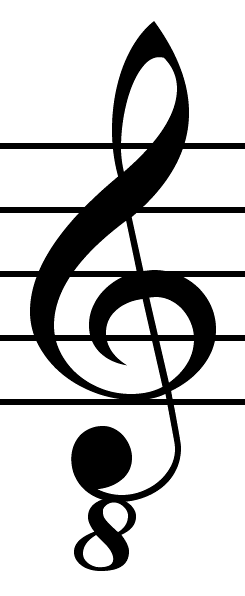
Vioolsleutel met octaveringsteken.

De octaverende muzieksleutel is een apart type muzieksleutel die sinds de 19de eeuw wordt gebruikt voor tenorpartijen. 
Met het plaatsen van een 8 onder een gewone  vioolsleutel wordt aangegeven dat de geschreven muziek 1 octaaf lager moet worden gespeeld dan genoteerd.
In plaats van het 8-teken kan men ook 2 vioolsleutels naast elkaar plaatsen, of een combinatie van een viool- en een tenorsleutel maken.